# Політуха японська
Політу́ха японська або летяга японська (лат. Pteromys momonga, яп. ニホンモモンガ)- один із двох видів роду політуха (Pteromys) родини вивіркових (Sciuridae) поряд з політухою сибірською (Pteromys volans). Мешкає в лісах Японії.

## Опис

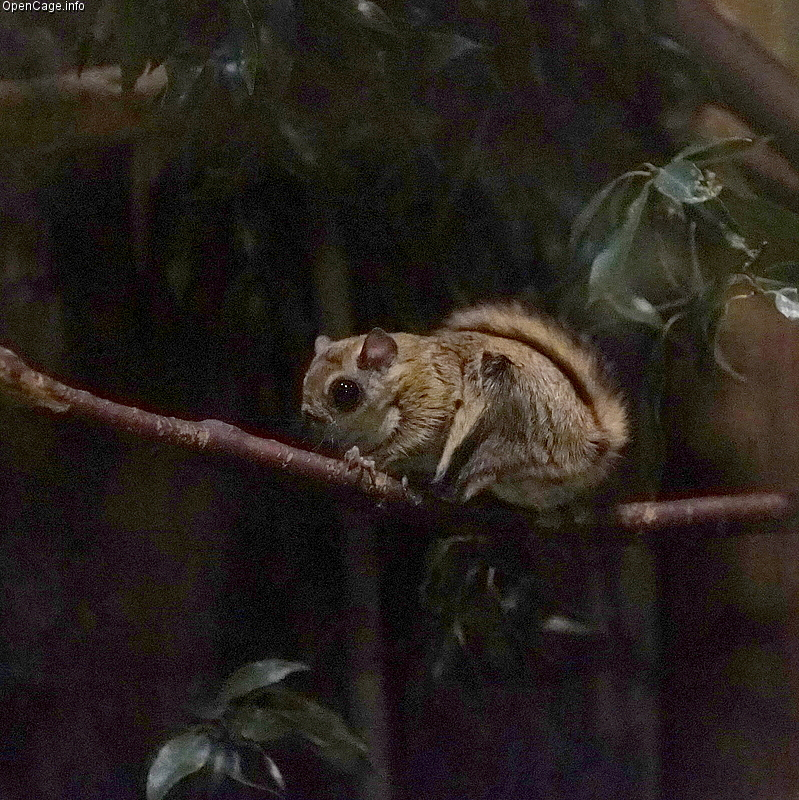
Японська політуха в зоопарку Уено

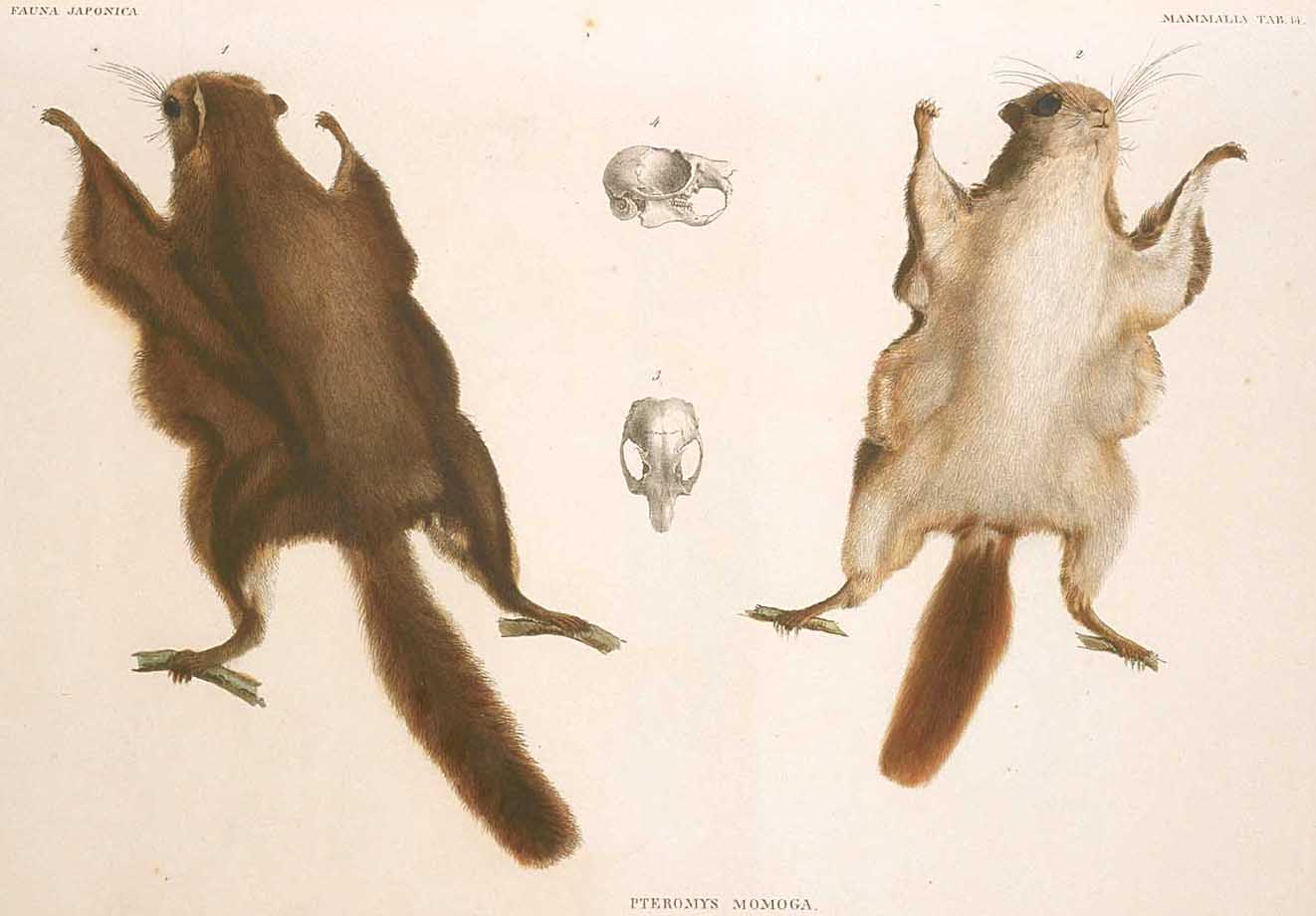
Японська політуха. Зображення в творі Філіппа Франца фон Зібольда «Fauna Japonica». 1866 рік.

Довжина тіла від 14 до 20 см, довжина хвоста від 10 до 14 см. Важить гризун від 150 до 220 грамів. Він набагато менший за гігантську японську летягу (Petaurista leucogenys), яка може досягати ваги в 1500 г.
Спина політухи сіро-коричнева, живіт білий. У неї великі очі і плескуватий хвіст. Як і інші політухи чи летяги, японська політуха має мембрану, яка простягається між передніми й задніми кінцівками. На відміну від деяких інших видів летучих вивірок, політуха не має мембрани між задніми кінцівками й основою хвоста.

## Поширення і екологія
Японська політуха є ендеміком Японії. Мешкає в субальпійських і хвойних лісах. Зустрічається на островах Хонсю, Сікоку і Кюсю.
Японські політухи гніздяться в дуплах дерев або в місці сполучення галузей і стовбура. Вони вистилають свої гнізда мохом і лишайниками. Віддають перевагу хвойним деревам, таким як сосна чи ялина. Японські політухи ведуть нічний спосіб життя, а вдень відпочивають в гніздах. Харчуються насінням, плодами, листям, бруньками і корою.
Спарюються двічі на рік у проміжку з травня по липень. Вагітність триває 4 тижні. Зазвичай політуха народжує від 2 до 3 білченят, однак їх може народитися до 5. У віці шести тижнів білченята починають самостійно шукати корм.

## Збереження
МСОП вважає цей вид таким, що не потребує особливого нагляду. Загальна чисельність і популяційна динаміка невідома.